# Justice League (soundtrack)
Justice League is de originele soundtrack van Danny Elfman voor de gelijknamige film. Het album werd uitgebracht een week voor de filmpremière (Verenigde Staten) op 10 november 2017 door WaterTower Music.
Elfman componeerde na een afwezigheid van vijfentwintig jaar weer eens muziek voor een DC Comics bioscoopfilm. Naast nieuwe thema's die hij componeerde, verwerkte hij ook het Batman thema ("The Batman Theme") uit zijn vorige films Batman en Batman Returns in de filmmuziek. Daarnaast verwerkte hij ook materiaal van John Williams ("Prelude and Main Title March" uit de film Superman) en Hans Zimmer ("Is She With You?" en "Men Are Still Good" uit de film Batman v Superman: Dawn of Justice) in de muziek van Justice League. De overige nummers die op het album staan, maar niet gecomponeerd zijn door Elfman zijn: "Everybody Knows" geschreven door Leonard Cohen en Sharon Robinson, "Come Together" geschreven door Lennon-McCartney en "Icky Thump" geschreven door Jack White.

## Nummers
Disc 1
1. "Everybody Knows" – Sigrid (4:25)
2. "The Justice League Theme - Logos" (0:48)
3. "Hero's Theme" (4:17)
4. "Batman on the Roof" (bevat "The Batman Theme" en "Men Are Still Good") (2:34)
5. "Enter Cyborg" (2:00)
6. "Wonder Woman Rescue" (bevat "Is She With You") (2:43)
7. "Hippolyta's Arrow" (1:16)
8. "The Story of Steppenwolf" (2:59)
9. "The Amazon Mother Box" (bevat "Is She With You") (4:33)
10. "Cyborg Meets Diana" (2:36)
11. "Aquaman in Atlantis" (2:39)
12. "Then There Were Three" (bevat "The Batman Theme") (1:10)
13. "The Tunnel Fight" (bevat "The Batman Theme") (6:24)
14. "The World Needs Superman" (1:00)
15. "Sparks of the Flash" (2:18)
16. "Friends and Foes" (bevat "Prelude and Main Title March") (4:14)
17. "Justice League United" (1:24)
18. "Home" (3:24)
19. "Bruce and Diana" (1:06)
20. "The Final Battle" (bevat "The Batman Theme" en "Prelude and Main Title March") (6:14)
21. "A New Hope" (4:36)
22. "Anti-Hero's Theme" (5:35)
23. "Come Together" – Gary Clark jr. & Junkie XL (3:13)
24. "Icky Thump" – The White Stripes (4:14)

Disc 2
1. "The Tunnel Fight (Full Length Bonus Track)" (bevat "The Batman Theme") (10:58)
2. "The Final Battle (Full Length Bonus Track)" (bevat "The Batman Theme" en "Prelude and Main Title March") (12:57)
3. "Mother Russia (Bonus Track)" (1:45)